# Agreste Potiguar (mesoregio)
Agreste Potiguar is een van de vier mesoregio's van de Braziliaanse deelstaat Rio Grande do Norte. Zij grenst aan de mesoregio's Leste Potiguar, Central Potiguar, Borborema (PB), Agreste Paraibano (PB) en Mata Paraibana (PB). De mesoregio heeft een oppervlakte van ca. 9.367 km². In 2006 werd het inwoneraantal geschat op 414.021.
Drie microregio's behoren tot deze mesoregio:
- Agreste Potiguar
- Baixa Verde
- Borborema Potiguar

Mesoregio's: Agreste Potiguar · Central Potiguar · Leste Potiguar · Oeste Potiguar

Microregio's: Angicos · Agreste Potiguar · Baixa Verde · Borborema Potiguar · Chapada do Apodi · Litoral Nordeste · Litoral Sul · Macaíba · Macau · Médio Oeste · Mossoró · Natal · Pau dos Ferros · Seridó Ocidental · Seridó Oriental · Serra de São Miguel · Serra de Santana · Umarizal · Vale do Açu